# Eli (2019)
Eli is een Amerikaanse horrorfilm uit 2019 onder een regie van Ciarán Foy. Hoofdrollen worden gespeeld door Kelly Reilly, Sadie Sink, Lili Taylor, Max Martini en Charlie Shotwell. De film werd geproduceerd door Paramount Pictures, Paramount Players, MTV Films, Intrepid Pictures en Bellevue Productions. De première was op 18 oktober 2019 op Netflix.

## Verhaal
De elfjarige Eli heeft een auto-immuunziekte waardoor hij genoodzaakt is te leven in een steriele omgeving. Telkens hij buiten moet, draagt hij een speciaal pak wat nog het meest te vergelijken is met een astronautenpak. Indien hij dit pak niet draagt buiten de steriele omgeving, krijgt hij ademhalingsproblemen en een zichtbare allergische reactie op zijn huid.
Zijn ouders Rose en Paul zijn de wanhoop nabij en doen nu beroep op het privé-ziekenhuis van dokter Isabella Horn wat gevestigd is in een oud gebouw. Isabella heeft in het verleden al verschillende patiënten met dergelijk syndroom met succes behandeld. Het huis is dan ook volledig steriel dankzij speciale ventilatoren. Eli is in de wolken omdat hij nu eindelijk in dat steriele huis kan leven zonder de bescherming. Al snel ontmoet hij Haley, een meisje dat in de buurt woont en met hem communiceert door het glas van een veranda. Haley is van mening dat er vreemde dingen gebeuren in het huis en dat geen enkele eerdere patiënt het huis heeft verlaten na de derde behandeling.
Eli merkt op dat er bovennatuurlijke activiteit plaatsvindt. Eerst verschijnen er tekens op aangedampte ramen, later ziet hij effectief geesten. Hij wordt een keer door de geesten gegrepen en aan de voordeur gezet waar hij tijdig wordt gevonden door dokter Isabella. Ook wordt hij een keer aangevallen waarbij hij zich verstopt in een kleerkast. Telkens blijven er de inscripties LIE (leugen) achter. Eli tracht zijn ouders te overtuigen dat er iets kwaadaardigs ronddwaalt, maar Isabella stelt de ouders gerust: het zijn waanbeelden veroorzaakt door de medicatie.
Eli beseft dan dat de geesten hem misschien niet willen doden, maar juist willen redden. Ook achterhaalt hij dat de inscriptie LIE omgedraaid dient gelezen te worden: 317, wat de toegangscode is tot het laboratorium. Daar vindt Eli de dossiers van de voormalige patiënten waaruit inderdaad blijkt dat deze stierven na de derde behandeling. Ook komt hij in een geheime kamer terecht waar hij een foto vindt van dokter Isabella en haar medewerksters verkleed als kloosterzusters. Deze kamer is niet steriel waardoor Eli ademhalingsproblemen krijgt tezamen met de allergische reactie en flauwvalt. Echter komt hij enige tijd later bij en beseft hij dat hij niet meer ziek is.
Eli tracht zijn ouders te overtuigen dat hij is genezen, maar via een list kan zijn vader Paul er voor zorgen dat de derde behandeling wordt gestart. Zijn moeder Rose vindt in de geheime kamer de gemummificeerde lijken van de vorige patiënten waaruit blijkt dat ze ritueel werden vermoord. Ze snelt zich naar boven om de derde behandeling te doen stoppen.
Rose biecht op dat Paul niet de biologische vader is van Eli, maar wel Satan. De allergische reactie is geen "ziekte", maar zorgt er voor dat Eli zijn bovennatuurlijke krachten worden versterkt. Satan had Rose namelijk wijsgemaakt dat Eli een normaal kind zou zijn. Zodra dit niet bleek te zijn, kwam Rose erachter dat de krachten zich niet konden versterken in een steriele omgeving. Dokter Isabella en haar medewerkers zijn zusters gespecialiseerd in exorcisme en rituele moorden om duivelskinderen te doden. Rose wilde dat enkel de duivelse krachten zouden worden "verwijderd", niet dat Eli ritueel wordt vermoord. Doordat Eli niet veel eerder in een niet-steriele omgeving lag, heeft hij telekinetische krachten gekregen. Zo laat hij de zusters in brand schieten waardoor het gehele huis ook brand vat. Zijn vader tracht de ceremonie te voltooien door Eli neer te steken met een zwaard, maar Eli laat met zijn krachten het hoofd van zijn vader ontploffen.
Eli en zijn moeder verlaten het brandend huis. Daar ontmoeten ze Haley. Zij stelt zich voor als een dochter van Satan en dusdoende een halfzus van Eli. De vorige patiënten waren ook allen kinderen van Satan op dewelke de zusters de rituelen wel volledig konden uitvoeren. Haley verklaart dat ze Eli niet eerder inlichtte omdat hijzelf achter zijn krachten moest komen.

## Rolverdeling
| Acteur            | Personage             |
| ----------------- | --------------------- |
| Charlie Shotwell  | Eli Miller            |
| Kelly Reilly      | Rose Miller           |
| Max Martini       | Paul Miller           |
| Lili Taylor       | Dokter Isabella Horn  |
| Sadie Sink        | Haley                 |
| Deneen Tyler      | verpleegster Barbara  |
| Katia Gomez       | verpleegster Maricela |
| Austin Fox        | Perry Hobbes          |
| Kailia Posey      | Agnes Thorne          |
| Parker Lovein     | Lucius Woodhouse      |
| Lou Beatty Jr     | eigenaar van motel    |
| Jared Bankens     | bendelid              |
| Nathaniel Woolsey | bendelid              |